# Jerzy Lalewicz

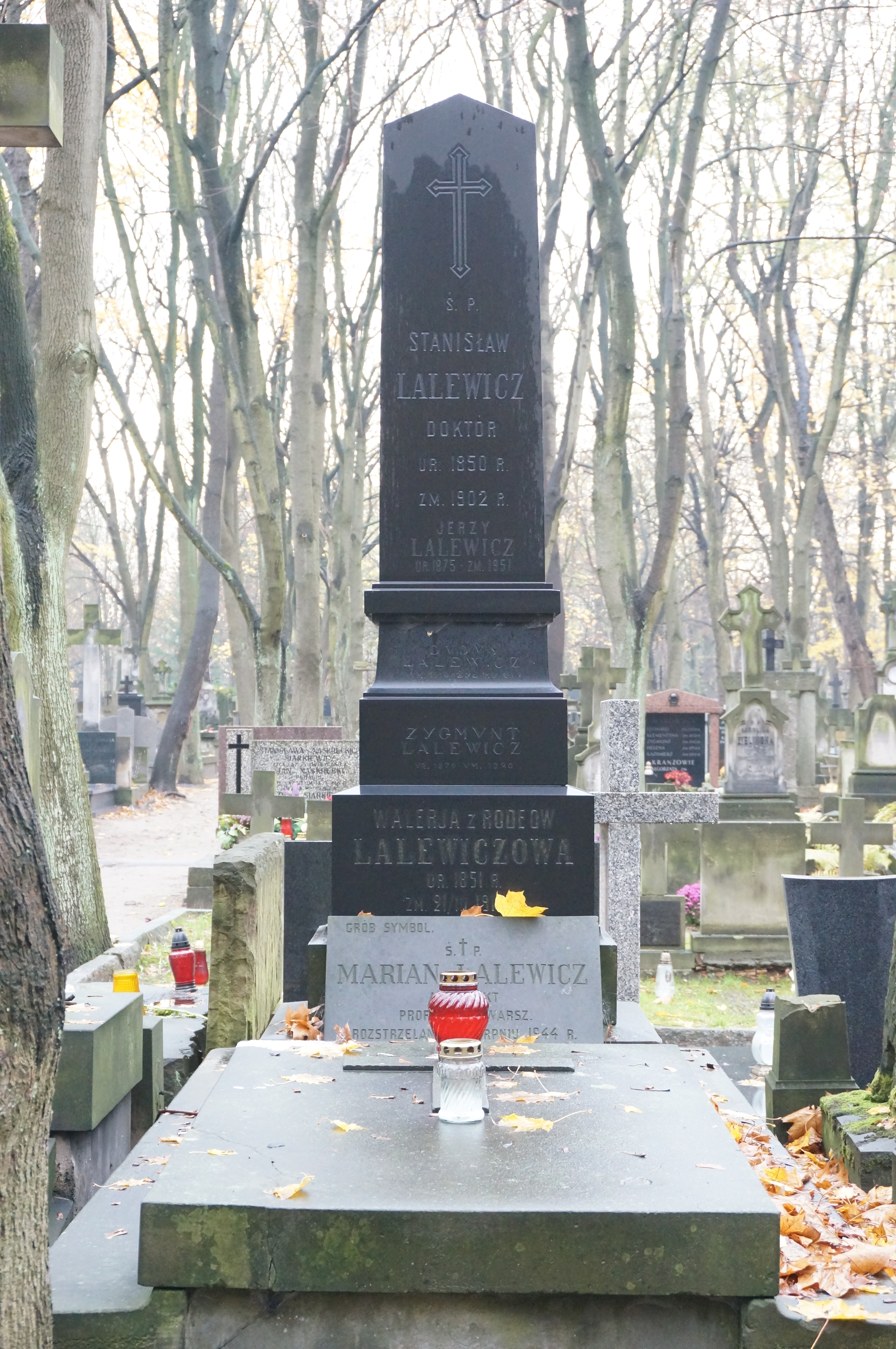
Grób Jerzego Lalewicza na cmentarzu Powązkowskim

Jerzy Lalewicz (ur. 21 sierpnia 1875 w Wyłkowyszkach, zm. 1 grudnia 1951 w Buenos Aires) – polski pianista i pedagog.

## Życiorys
Urodził się w Wyłkowyszkach k. Mariampola. Uczęszczał do gimnazjum w Suwałkach oraz do tamtejszej szkoły muzycznej. W 1894 r. rozpoczął studia prawnicze w Sankt Petersburgu, które ukończył w roku 1897. Uczył się tam również pianistyki u Anny Jesipowej i teorii muzyki u Ladowa i Rimskiego-Korsakowa. Konserwatorium Petersburskie ukończył w 1900 r. z wyróżnieniem. W tym samym roku otrzymał dyplom specjalny na III Międzynarodowym Konkursie im. Antona Rubinsteina w Wiedniu.
W 1901 r. koncertował w Warszawie, następnie w Rosji. W Petersburgu wydał koncert wespół ze skrzypkiem Leopoldem Auerem. W latach 1902–1905 był nauczycielem klasy fortepianu w Konserwatorium w Odessie. W 1905 r. został profesorem gry fortepianowej w krakowskim konserwatorium. W Krakowie często koncertował. Nieraz w duetach z Henrykiem Melcerem-Szczawińskim i Ignacym Friedmanem. W latach 1909–1910 odbył podróż artystyczną po Niemczech i Austrii. W roku 1910 był jurorem Konkursu Kompozytorskiego im. Fryderyka Chopina we Lwowie, na którym nagrodzony został Karol Szymanowski. W latach 1912–1919 mieszkał w Wiedniu, gdzie uczył gry na fortepianie w Akademie für Musik und darstellende Kunst. Również w tych latach koncertował, tym razem na terenie Austrii. W 1919 odmówił przyjęcia obywatelstwa austriackiego i powrócił do Lwowa. W 1921 r. wyjechał do Paryża, a stamtąd do Buenos Aires w Argentynie, gdzie zamieszkał. Do śmierci sprawował funkcję dyrektora oraz profesora klasy fortepianu w Conservatorio Nacional. W roku 1948 odbył ostatnie tournée po Stanach Zjednoczonych i dokonał nagrań dla radia w Nowym Jorku. Ciało Lalewicza zostało złożone na cmentarzu Powązkowskim w Warszawie (kwatera 244-1-29).
Za zasługi na polu propagandy polskiej zagranicą 19 marca 1937 został odznaczony Krzyżem Oficerskim Orderu Odrodzenia Polski.